# Pristimantis avicuporum
Pristimantis avicuporum là một loài động vật lưỡng cư trong họ Strabomantidae, thuộc bộ Anura. Loài này được Duellman & Pramuk miêu tả khoa học đầu tiên năm 1999. Chúng là loài đặc hữu của Peru. Môi trường sống tự nhiên của nó là các khu rừng vùng núi ẩm nhiệt đới hoặc cận nhiệt đới.